# 濟姆納沃達
49°49′34″N 23°53′12″E / 49.82611°N 23.88667°E
濟姆納沃達（羅馬化：Zimna Voda）是烏克蘭西部的村莊，隸屬利維夫州的利維夫區。該村始建於1365年，面積4.56平方公里，2021年人口11,306，人口密度每平方公里218.92人。